# Captation testamentaire
Pour les articles homonymes, voir Captation.
La captation testamentaire désigne les manœuvres frauduleuses par lesquelles un potentiel héritier cherche à se faire nommer au testament ou cherche à faire exhéréder quelqu'un à son profit.

## Droit par pays

### Allemagne
En droit allemand, on désigne par le terme de « captateur d'héritage » (allemandː Erbschleicher) les personnes qui tentent de s'approprier tout ou partie d'un héritage de manière immorale ou illégale, souvent en manipulant et en trompant le testateur. L'activité de l'usurpateur d'héritage est appelée « captation d'héritage ».

### France
En droit français, la captation d'héritage (appelée aussi « détournement d'héritage ») n'est pas définie dans le Code civil. Selon la Grande bibliothèque du droit du Barreau de Paris, « elle consiste en manœuvres frauduleuses mises en œuvre par un tiers pour bénéficier d’une part ou de la totalité d’une succession ».

### Québec (Canada)
En droit québécois, la preuve de la captation testamentaire doit être établie par des présomptions de faits « graves, précises et concordantes » que des manœuvres dolosives ont influencé la décision du testateur.

### Territoires de common law
En common law, l'abus d'influence (undue influence, expression autrefois traduite par influence indue) peut être défini comme étant un « acte exercé sur la volonté d’une personne par quelqu’un disposant d’un pouvoir sur elle afin d’orienter un choix qui lui revient en principe de manière autonome ».